# Lajas (Puerto Rico)
Lajas és un municipi de Puerto Rico situat a l'oest de costa sud de l'illa, també conegut amb el nom de La Ciudad Cardenalicia i Los Tira Piedras. Confina al nord amb San German i Sabana Grande; al sud amb el mar Carib; a l'est amb Guánica; i a l'oest amb Cabo Rojo. Forma part de l'Àrea metropolitana de San Germán-Cabo Rojo.
El municipi està dividit en 11 barris: Candelaria, Costa, Lajas, Lajas Arriba, La Plata, Llanos, Palmarejo, Parguera, París, Sabana Yeguas i Santa Rosa.